# Eddyville (Iowa)
Pour les articles homonymes, voir Eddyville.
Eddyville est une ville des comtés de Mahaska, Monroe et Wapello en Iowa, aux États-Unis. Elle est fondée en 1841 et incorporée le 22 février 1900.

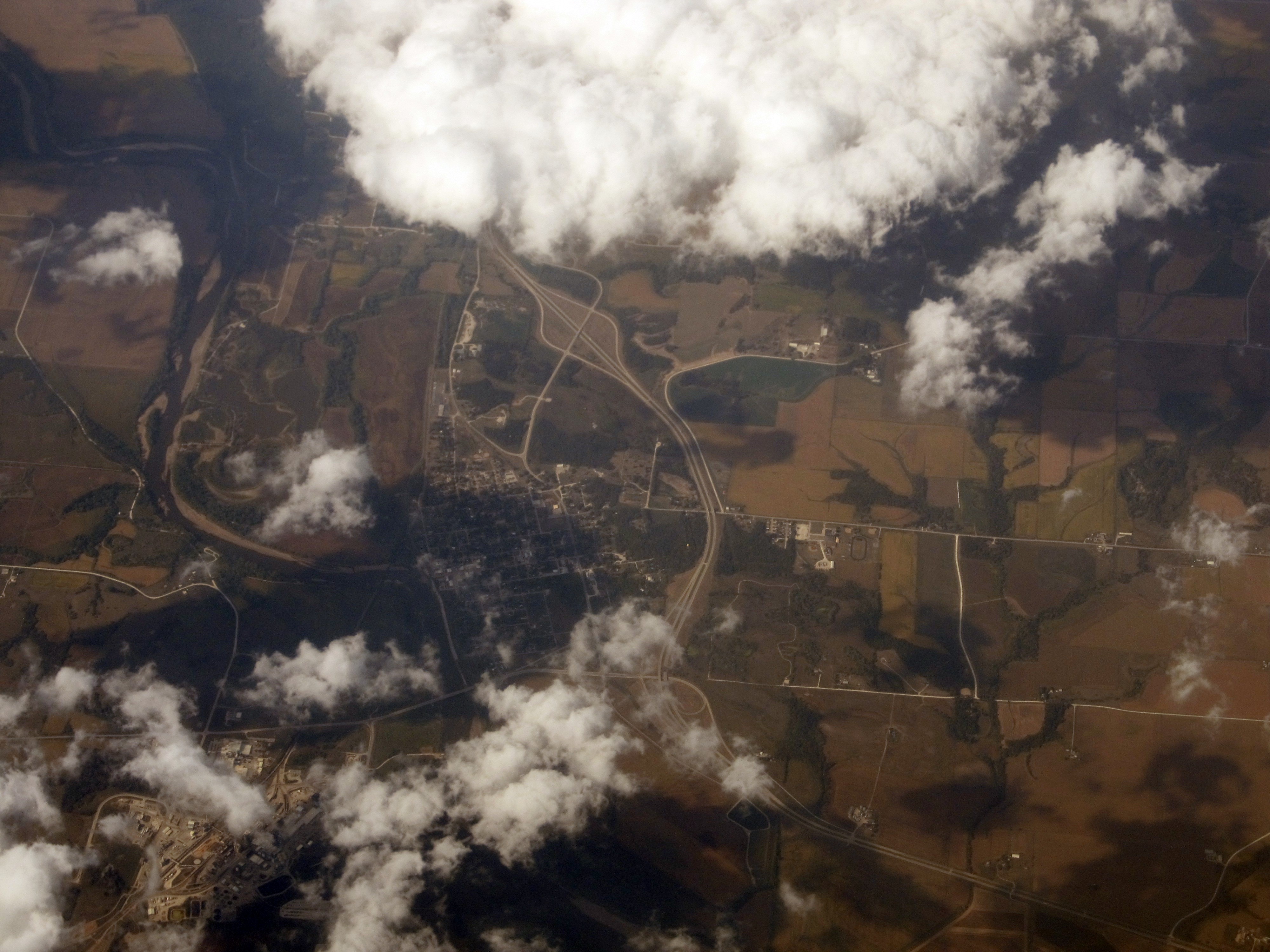
Photo aérienne d'Eddyville en 2012

## Personnalités liées à Eddyville
- Mary Louise Smith (1914-1997), femme politique, y est née.

## Source de la traduction
- (en) Cet article est partiellement ou en totalité issu de l’article de Wikipédia en anglais intitulé « Eddyville, Iowa » (voir la liste des auteurs).